# 크누트 (북극곰)

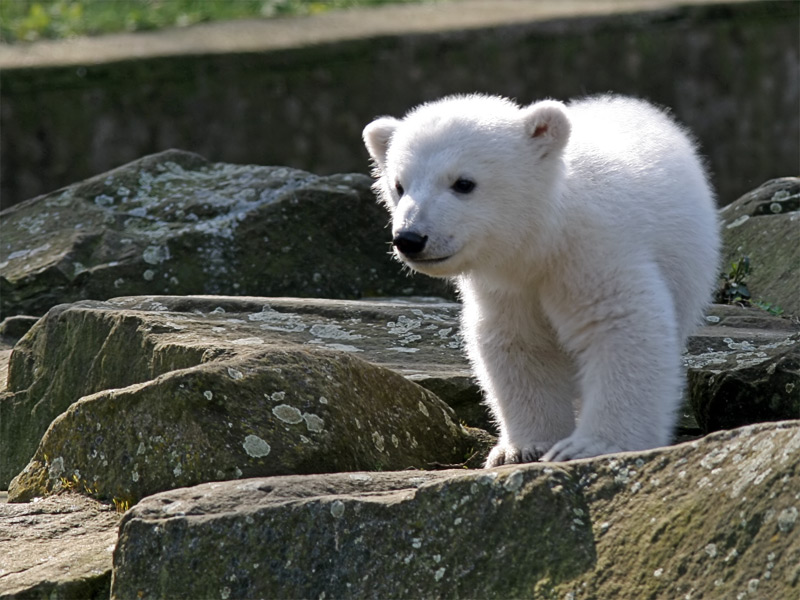
2007년 3월 23일의 크누트. (베를린 동물원)

크누트(독일어: Knut /ˈknuːt/ (도움말·정보), 2006년 12월 5일~2011년 3월 19일)는 독일 베를린 동물원에서 태어난 북극곰이다. 태어나자마자 어미로부터 버림받아 사육사들의 손에 키워졌다. 크누트는 베를린 동물원에서 태어난 북극곰 가운데 30년 만에 유아기를 넘겨 살아남은 유일한 북극곰이였다. 크누트의 소식은 전 세계로 퍼져나가 많은 인기를 누리며 관광객들의 발길을 끌어 상업적 성공을 가져오기도 하였다.
크누트는 대중 매체를 통해 널리 소개되어 전 세계적으로 '크누트 마니아'(Knutmania)현상을 불러일으켰다. 크누트의 모습은 장난감, 영상물, 그리고 도서 등을 통해 퍼져나갔고, 크누트 덕분에 2007년 베를린 동물원의 수입은 무려 30% 증가한 500만 유로를 기록하였다. 이는 베를린 동물원의 163년 역사에서 가장 높은 수익이다.
2011년 3월 19일, 4살이었던 크누트는 뇌염을 앓던 중 우리 안에 있다 연못으로 들어가고 얼마 지나지 않아 돌연사했다. 그러나 이건 추측일 뿐이다. 이것도 추측의 일부지만 2008년에 사망한 크누트의 사육사가 없어지고 새 사육사가 오자 전의 사육사가 사망하였다는 생각에 절망에 빠져 연못에 빠져 자살했다는 추측도 있다.

## 출생과 새끼 시절

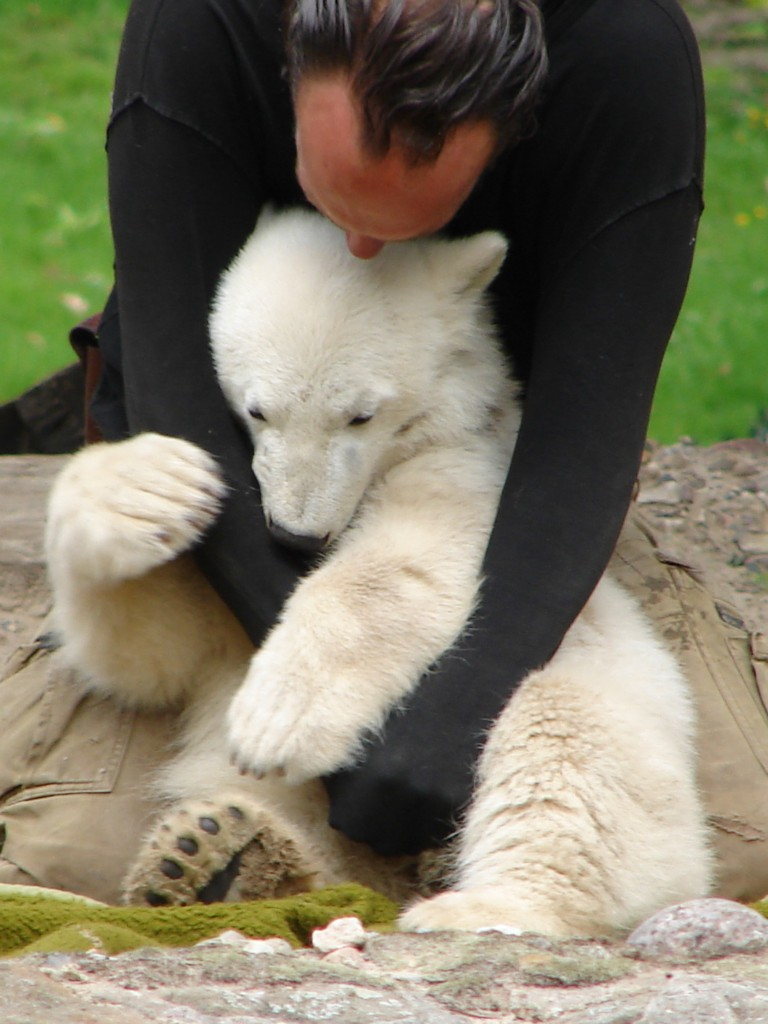
되르플라인과 놀고있는 크누트 (2007년 5월)

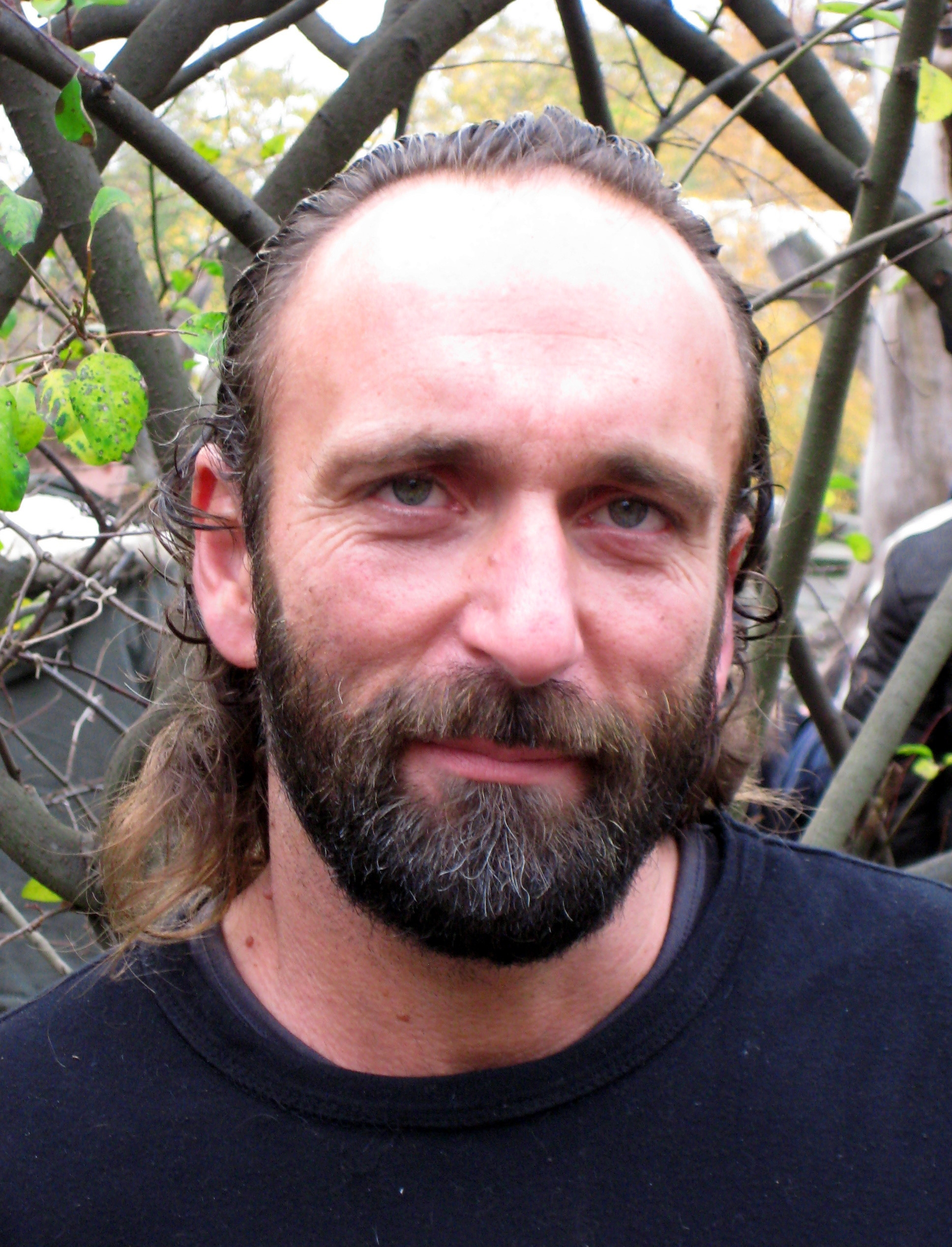
크누트를 담당했던 북극곰 사육사 토마스 되르플라인(1963~2008).

크누트는 베를린 동물원의 스무 살 된 어미 토스카에게서 태어났다. 토스카는 캐나다 태생으로 동독에서 서커스 공연을 하였던 곰이었으며 뮌헨 티어파르크 헬라브룬 출신의 13세의 수컷곰 라르스와 짝짓기를 하여 2006년 12월 5일 두 마리의 새끼를 낳았다. 그러나, 토스카는 어떤 이유에서인지 두 새끼를 우리 안 바위 위에 놓아두고 방치하였다. 사육사들은 그물을 이용해 새끼들을 구출하였지만 한 마리는 4일 뒤 죽었다. 살아남은 새끼곰 크누트는 당시 기니피그 정도의 크기였으며 태어났을 당시 체중은 810g으로 44일간 인큐베이터 신세를 져야 했다. 인큐베이터를 나온 크누트를 담당한 사육사는 토마스 되르플라인(Thomas Dörflein)이었다.
크누트를 돌보는 데는 주야가 따로 없었다. 되르플라인은 크누트의 수면상자 곁에서 잠을 자며 크누트와 놀아주고 먹여주었다. 이후 크누트는 두 시간 마다 대구 간유를 섞은 유아식을 먹었으며 4개월이 지난 뒤부터는 고양이 사료와 비타민을 섞은 우유를 먹었다. 사육사 되르플라인은 하루 두 번 1시간 정도 진행되는 쇼에도 동행하였다. 크누트가 유명세를 타면서 되르플라인도 덩달아 유명인이 되었고, 크누트를 헌신적으로 돌본 덕으로 공로상을 받기도 하였다. 그러던 중 되르플라인은 2008년 9월 22일 44세의 나이로 급작스럽게 사망하였다. 사인은 심장마비로 밝혀졌다.

## 논란과 미디어 보도
2007년 3월 초, 독일의 보수 성향 타블로이드 신문 《빌트 차이퉁》은 동물 권익 운동가 프랑크 알브레히트가 주도한 설문조사를 게재하였는데 그는 '크누트를 인간이 길러서는 안되며 안락사해야 한다'고 주장하였다. 동물원이 동물보호법을 어기고 크누트를 살려두고 있다는 주장이었다. 아헨 동물원 책임자 볼프람 그라프 루돌프(Wolfram Graf-Rudolf)는 알브레히트의 의견에 동조하며, '어미가 버린 새끼는 죽도록 두는 것이 옳고, 베를린 동물원측도 강단 있는 결정을 내려야 한다고 하였다. 그러나 일군의 어린이들은 동물원 앞에서 '크누트를 살려야 한다'고 항의하였고, 크누트를 죽여서는 안 된다는 서신과 이메일이 쇄도하였다. 심지어 알브레히트는 협박 편지까지 수차례 받았다고 한다. 베를린 동물원은 많은 사람들의 안락사 반대 의견과 성원에 힘입어 크누트를 계속 보호하기로 하였다.
일련의 사건에 대해 알브레히트는 "자신이 말하고자 한 것은 법 자체이지, 크누트를 죽이는 것이 목적은 아니다"라고 해명하였다. 자신에 대한 비난에 대응하여 그는 과거 사례와 크누트의 경우를 비교하였다. 2006년 12월에 그는 라이프치히 동물원이 어미의 버림을 받은 느림보곰 새끼를 죽이지 못하도록 법적 절차를 밟은 사례가 있었으며 당시 법원은 어미의 버림을 받은 곰을 사람이 키우는 것은 자연법칙에 위배된다며 그의 소송을 기각한 바 있었다. 이 문제가 언론에 크게 알려지면서 크누트는 독일 내 뿐만 아니라 국제적으로도 유명세를 얻게 되었다.

## 대중 앞에 선 크누트의 첫 해

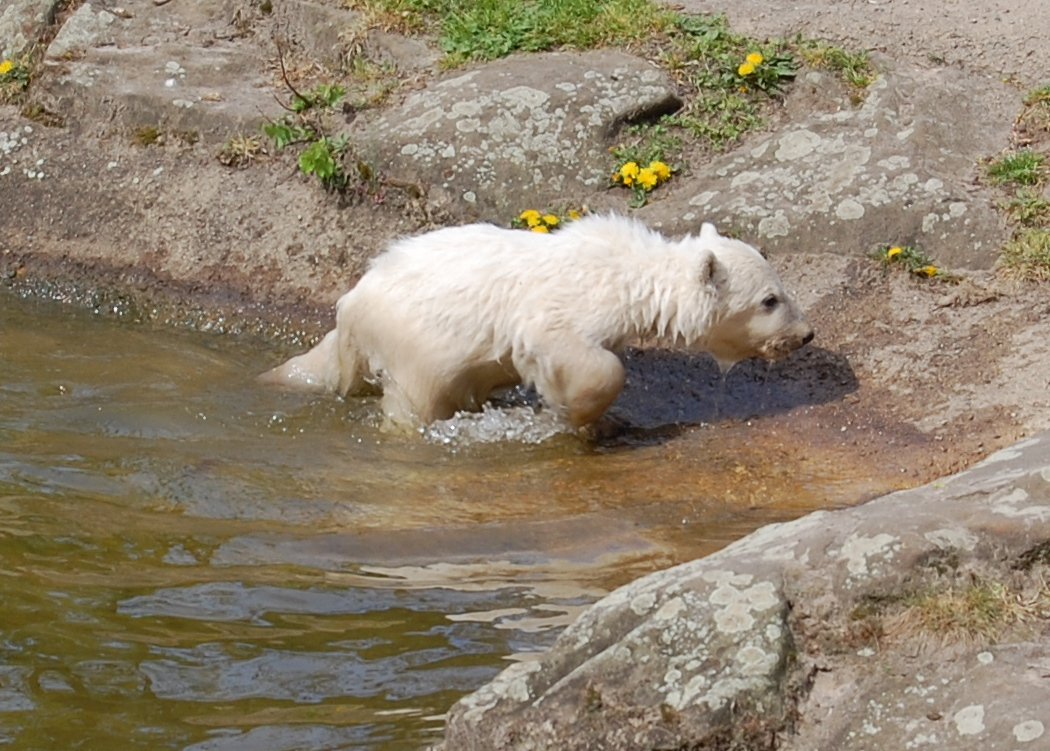
2007년 4월의 크누트.

크누트는 2007년 3월 23일 대중에 처음으로 공개되었다. 이를 보도하기 위해 '크누트의 날' 행사에 모여든 언론 기자들은 400명에 달하였다. 크누트가 워낙 어린 시절부터 세계 미디어의 주목을 받은 덕분에 곰의 건강 상태를 두고 한해 동안 수많은 억측이 난무하였는데, 예를 들어 2007년 4월 16일에 치과 진료를 받기 위해 크누트가 자리를 비운 동안 크누트가 원인을 알 수 없는 병으로 항생제 치료를 받고 있다는 보도가 나오기도 하였다. 심지어는 크누트를 죽이겠다는 협박도 있어서 팩스로 들어온 살해협박문을 접수한 경찰은 크누트 우리의 보안을 강화하기도 하였다. 다행히 협박자가 예고한 시간 동안 아무일도 일어나지 않았다.
2007년 4월 30일, 독일의 진보성향 언론 잡지 《슈피겔》은 "크누트가 커가면서 자연스레 귀여움을 잃고 있다"고 보도하였지만, 크누트는 그 해 여름에도 수많은 방문자들을 맞이했다. 2007년 7월, 생후 7개월이 된 크누트는 무게가 50kg이 되었다. 하루 두 번씩 크누트를 공개하던 동물원측의 원 계획은 사육사의 크누트 관리를 목적으로 취소되었다. 동물원 대변인 레기네 담(Regine Damm)은 크누트가 사람이 아닌 동족 곰들과 관계를 형성할 때가 되었다고 발표하였다. 크누트보다 한 달 먼저 태어난 아시아흑곰인 에른스트 모자와 한동안 함께 우리에서 생활했으나 크누트는 얼마 지나지 않아 스스로의 우리를 배정 받게 된다. 동물원 방문자 수는 3월에서 4월 가는 동안 평년 수준으로 줄어들었지만 2007년 한해 동안 크누트는 여전히 많은 관심을 받았다. 특히 2007년 8월에는 방문자 수가 400,000명에 달하면서 베를린 동물원 사상 최고 기록을 세웠다.
크누트에 대한 소식과 크누트의 동물원생활기는 2007년 말까지 전 세계에 보도되었다. 크누트의 체중조절에 필요한 제한된 식단도 독일 외 지역에서 헤드라인으로 보도되었을 정도였다. 크누트의 식사는 일 4회에서 3회로 줄어 들었고 크루아상 같은 간식도 금지되었다. 그 관심이 실제로 높았음을 증명하듯 같은 해 9월 크누트가 젖은 바위에서 미끄러져 발을 다쳤을 때 전 세계 팬들이 우려를 전했다.
2007년 11월, 90kg가 넘은 크누트는 이제 사육사가 가까이 하기 위험할 정도로 성장했다. 크누트의 첫 생일에는 수백명의 어린이들이 모여들었으며, 기념식은 독일 TV 방송매체에서 생중계되었다. 독일 조폐청은 이 날을 기념해 25,000개의 기념주화를 발행하였다. 베를린 동물원에서의 크누트의 역할은 북극곰 보호에 대한 관심을 촉발하였다. 2007년 12월, 뉘른베르크 동물원에서 플로케가 태어나자, 《빌트 자이퉁》에서는 플로케를 '크누트의 부인'으로 칭하며 '이 두 북극곰이 성년이 되면 짝을 지어 주어야 한다.'고 제안하였다.

## 2008년~2010년

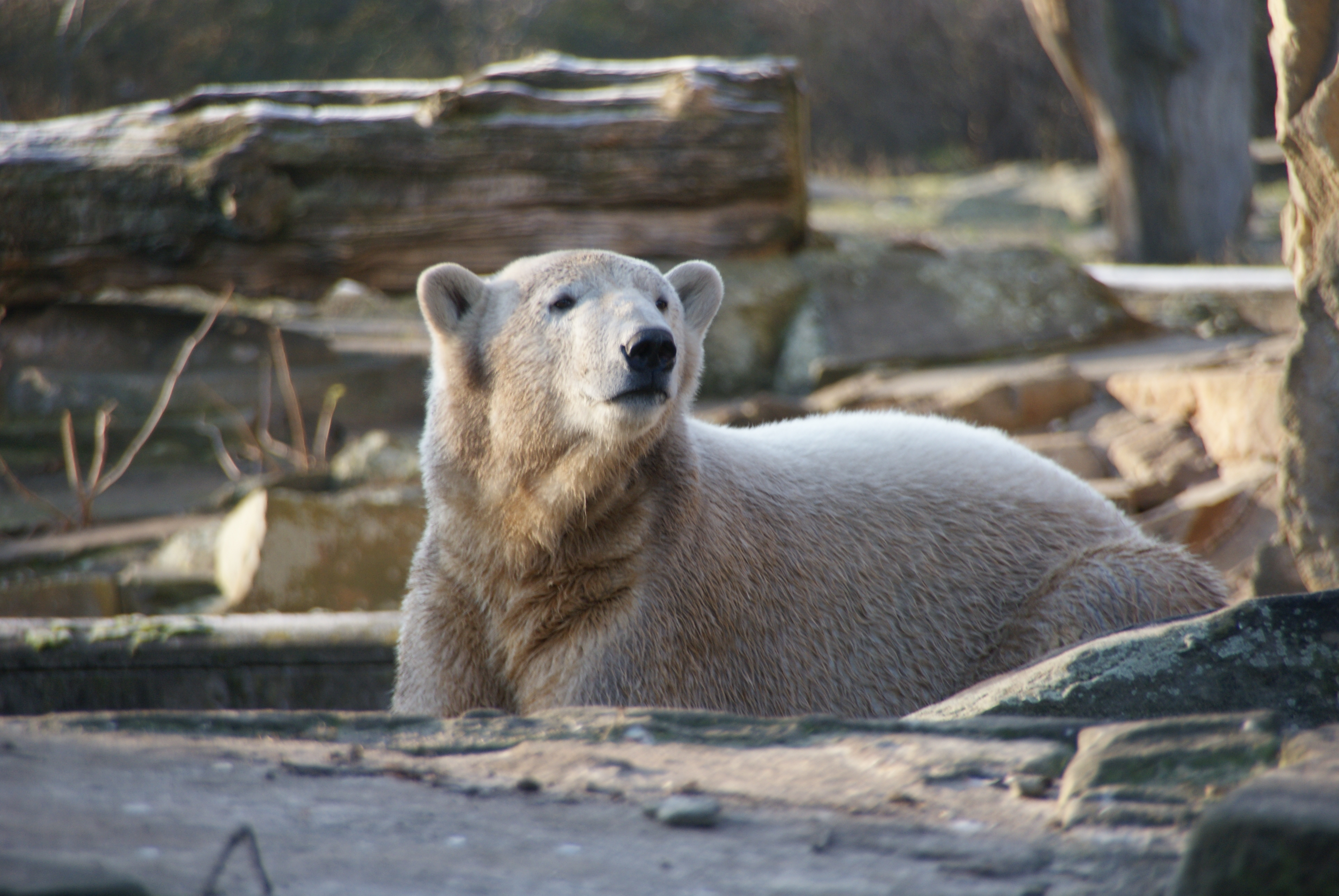
2008년 12월의 크누트.(당시 2살)

크누트는 대중에 공개된 지 1년 후 130kg이 되었다. 크누트와 관객 사이에는 박격포 폭발에도 끄떡 없는 두께 6인치짜리 유리판이 설치되었다.
크누트가 많이 성장하게 되자 2008년 3월 말 크누트의 사육사 중 한 명이었던 마르쿠스 뢰브케는 "크누트의 자립 생활, 독립을 위해 가급적 빨리 크누트를 야생으로 돌려보내야 한다"고 주장하였다. 뢰브케는 또한 크누트가 전임 사육사였던 토마스 되르플라인을 그리워하고 있으며 주변에 아무도 없으면 울음소리를 내 주목을 받고 싶어한다고 전했다. 그는 누군가 자신을 보아주기를 바라는 크누트의 성향을 바꾸는 게 좋겠다고 조언한 바 있다. 한편, 4월 초 동물보호단체는 크누트가 우리 안에서 열 마리의 잉어를 죽여 잡아먹었으며 이는 독일 동물 보호법 위반이라고 비난하였다. 베를린 동물원의 곰 전문가 하이너 클뢰스는 이에 대하여 북극곰의 습성일 뿐이라고 일축했고 비난에 대해 반박하였다.
2008년 7월 크누트의 아버지를 사육하고 있는 독일 북부의 노이뮌스터 동물원은 베를린 동물원이 크누트의 성공으로 인한 수익을 독식하고 있다며 소송을 제기하였다. 이전에 체결된 계약을 따른다면 크누트의 소유권은 노이뮌스터 동물원에 있었다. 노이뮌스터 측은 이전에 크누트가 벌어들이는 수익의 분배를 두고 베를린 동물원과 교섭하였으나 의견에 마찰을 빚었다고 공식 입장을 표명했고 결국 이 문제는 법정에서 다뤄지게 되었다. 노이뮌스터 동물원의 동물원 감독 페터 드뤼바는 크누트를 데려올 마음은 없고, 단지 수익 분배를 바랄 뿐이라고 하였다.
소송 문제와 함께 크누트의 두 번째 생일이 얼마 남지 않았을 때 베를린 동물원의 시설이 너무 작아 크누트를 다른 동물원으로 이전해야 한다는 주장이 대두되었다. 그러나 베를린 동물원 측과 베를린 시장 클라우스 보베라이트는 "크누트가 수도인 베를린에 남아있어야 한다"고 못박았다.

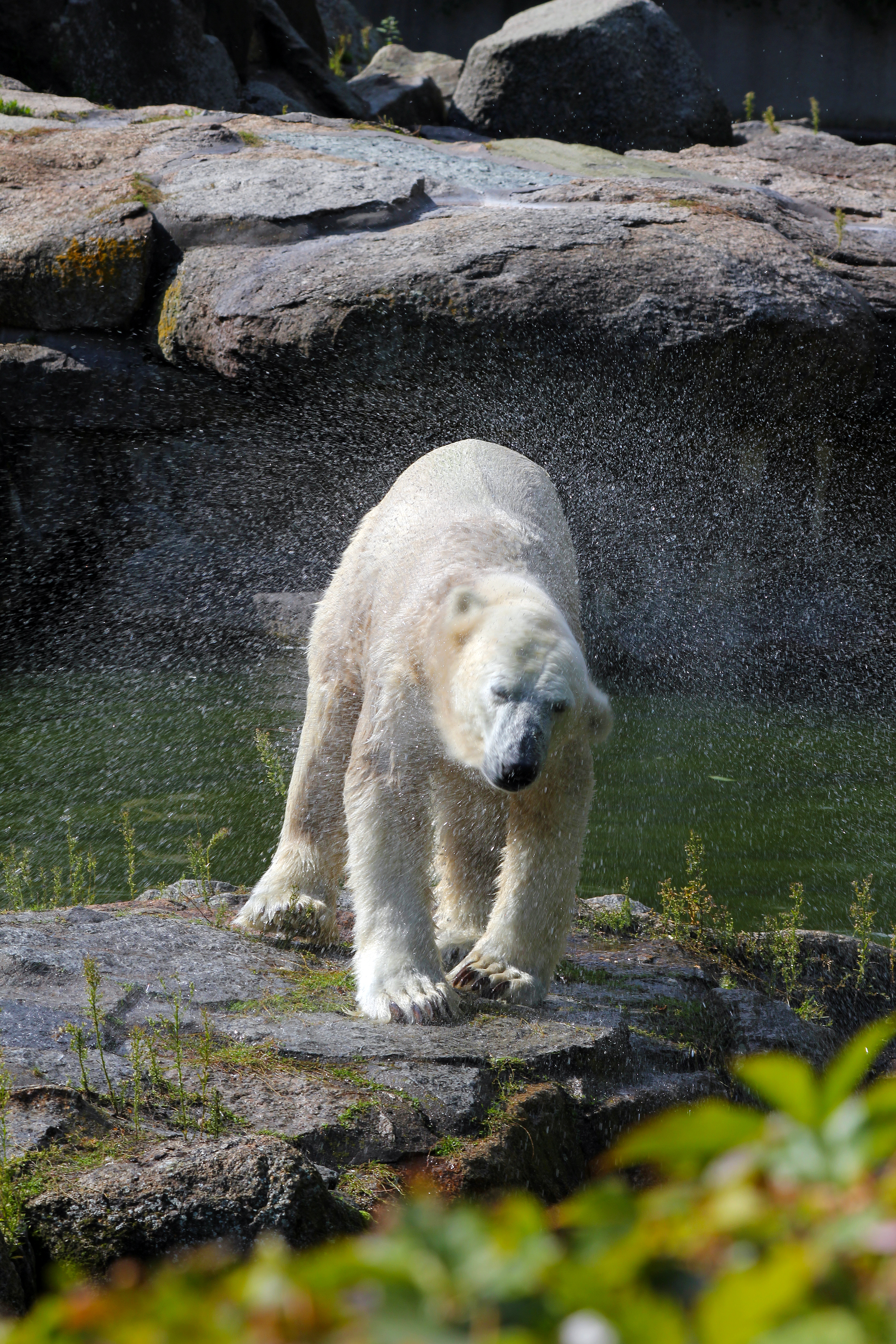
2010년 9월의 크누트

베를린 동물원과 노이뮌스턴 동물원간의 소송은 2009년에도 지속되었고 2009년 5월 19일, 베를린 동물원은 크누트의 소유권을 노이뮌스터에서 완전히 이전해오는 조건을 제안하였다. 이에 대하여 노이뮌스터 동물원측은 700,000 유로를 제시하였고, 베를린 동물원 측은 350,000 유로를 제시하면서 "그 이상 한푼도 더 줄 수 없다"고 밝혔다. 결국 7월 8일 베를린 동물원은 430,000 유로에 크누트의 소유권을 넘겨받게 된다.
2009년 9월, 뮌헨의 헬라브룬 동물공원에 있던 크누트와 비슷한 나이의 북극곰 암컷 '조반나'가 베를린 동물원으로 이전되었다. 조반나는 9월 23일 대중에 공개되었고 헬라브룬 동물공원이 수리를 마칠때까지 크누트의 우리를 잠시 공유하였다. 조반나의 도착은 국제적 관심을 촉발하였다. 당시 크누트와 조반나 모두 성년이 아니었음에도 매체들은 두 곰이 짝짓기를 할 것인가의 여부가 세간의 관심을 끌기에 충분했기 때문이다. 그러나 2010년 3월, 동물을 윤리적으로 다루는 사람들의 모임 독일 지부는 크누트와 조반나의 할아버지가 같으니 "크누트의 근친교배를 막기 위해서는 크누트를 거세하여야 한다"고 주장하였다. 또한 PETA 대변인 프랑크 알브레히트는 "크누트와 조반나 사이에 새끼가 태어난다면 이는 독일 북극곰 유전형질을 위협할 것"이라는 우려를 표했다. 베를린 동물원은 이에 대하여 어떠한 성명이나 발표도 내지 않았고 조반나의 베를린 동물원 체류가 일시적인 것에 불과하다고만 밝혔다. 후에 2010년 8월 조반나는 수리가 끝난 본래 동물원으로 돌아가면서 사태는 진정되기에 이른다.
크누트는 죽기 전까지 모두 세 마리의 북극곰 암컷과 우리를 공유하였으며 낸시, 카튜샤, 그리고 어미 토스카였다. 크누트보다 나이가 많은 암컷곰들은 크누트에게 내내 위협적이여서 2010년 말, 크누트가 괴롭힘을 당하고 있다는 보도까지 나가게 되었다. 조련사 중 한 명은 이를 부인하며 "크누트가 아직은 어려서 그런(어려움을 겪고 있을 뿐) 것이지, 시간이 흐르면 모든 문제가 해결될 것"이라고 밝혔다.

## 죽음

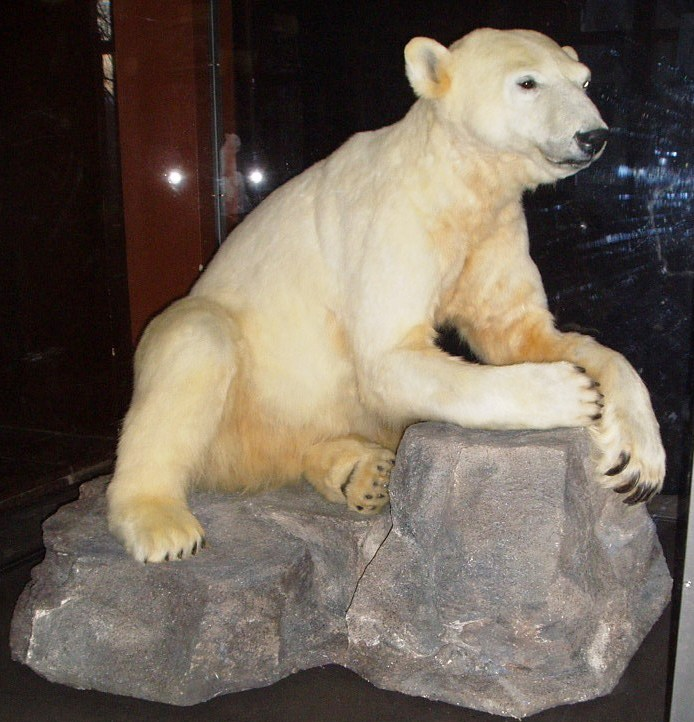
베를린 자연사 박물관에 전시되어 있는 박제된 크누트

네 살이던 2011년 3월 19일 크누트는 우리 안에서 쓰러져 숨을 거두었다. 목격자들은 크누트가 왼쪽 뒷다리를 떨며 동요된 상태로 경련하다가 연못에 떨어졌다고 하였다. 당시 약 600~700명 가량의 관객들이 크누트의 죽음을 목격하였다. 3월 22일 성명에서 크누트의 뇌에 이상이 생겨 죽음에 이르게 되었을 수 있다는 내용이 발표되었다. 독일내 동물 보호 단체들은 크누트의 죽음을 베를린 동물원 탓으로 돌리며 동물원이 암곰들과 크누트를 합사해 스트레스를 유발하였다고 주장하였다. 베를린 동물원 측은 이를 부정하였고, 곰 전문가 하이너 클뢰스(Heiner Klös)는 "동물원 측이 크누트를 위해 할 수 있는 최선을 다하였으며, 동물원에서 북극곰을 합사하는 것은 자연스러운 일로, 크누트의 사회성 및 기술 교육을 위해서도 나이 많은 곰과 합사하는 것은 불가피한 일"이라 밝혔다.
4월 1일 병리학 전문가는 크누트의 돌연사는 익사라고 밝혔으며, 크누트가 평소 뇌염을 앓고 있어서 뇌가 부어있었고, 뇌염의 원인은 바이러스성이라고 하였다. 크누트는 평소 뇌염 증상을 보이지 않았지만 병리학자들은 이미 크누트가 오래전부터, 짧게는 수주에서 수개월까지 뇌염을 앓아왔을 것이라 주장하였다. 이들은 만약 크누트가 익사하지 않았더라도 뇌염으로 인해 오래 살지 못하였을 것이라고 밝혔다.
크누트의 돌연사로 전 세계 팬들은 슬픔에 잠겼다. 곰의 사후에도 수백명의 팬들이 동물원을 찾아 우리 앞에 꽃과 기념물을 남겼다. 베를린 시장 클라우스 보베라이트 또한 '크누트가 베를린 동물원의 스타였다'며 추모의 말을 남겼다. 베를린 동물원은 크누트를 추모하기 위한 기념비를 기획하였으며, 팬들의 성금으로 비용을 충당하였다. 베를린 동물원 친우회의 회장 토마스 치올코는 "크누트가 비록 모두의 가슴속에 살고있지만 다음 세대를 위하여 크누트의 추억을 보존하기 위한 기념비를 세우는 것은 중요하다"고 하였다. 일부 팬들의 이를 반대에도 불구하고, 크누트의 유해는 박제로 제작되어 베를린 자연사 박물관에 전시되어 있다.

## 인기의 영향

### 상업적 성공

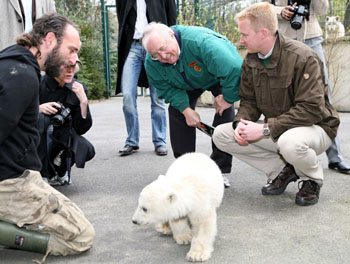
크누트와 되르플라인(맨왼쪽), 주 독일 미국 대사인 윌리엄 로버트 팀컨. (2007년 4월)

베를린 동물원은 2007년 3월, 크누트를 상표로 등록했고, 그 덕분에 동물원의 주가는 2000유로 수준에서 일주일만에 두배 이상인 4820유로까지 뛰어올랐다. 2007년 동물원 방문자 수도 평년대비 30%나 증가하였는데, 이는 동물원 163년 역사상 가장 수익을 많이 낸 해로 기록되기도 하였다. 크누트를 통해 이 해 베를린 동물원은 5백만 유로의 수익을 올렸으며 기념품 판매도 한 몫하였다.
동물원 외에도 여러 업체들은 전화벨이나 곰인형 등 크누트 관련 테마 상품들을 기획하여 수익을 올렸다. 플러시 천으로 완구를 만드는 회사인 스타이프(Steiff)는 크누트 기획 상품으로 3가지 크기-앉은 모습, 선 모습, 누운 모습- 크누트 완구들을 제작하였는데, 첫 2400개 제품들은 베를린 동물원에 독점공급하여 4일만에 완판하였다. 스타이프는 이 수익 일부를 베를린 동물원 북극곰 축사 개량비용으로 제공한 바 있다. 사탕을 만드는 회사인 하리보 사는 2007년 4월 '쿠디 키누트'라는 산딸기맛 구미 젤리 제품을 출시하여 판매가 10%를 동물원에 기부하겠다고 공언하였다. 이 제품 또한 소비자의 좋은 반응을 얻어 수익을 토대로 하리보 사는 두 번째 공장을 신축할 수 있게 되었다.

2011년 1월, 크누트

독일에서는 크누트를 주제로 한 여러 노래들도 등장하였다. 이중 가장 인기를 끈 것은 쾨페닉(Köpenick) 출신의 9살 어린이가 부른 〈크누트는 귀여워〉(Knut is Cute)와 〈크누트, 작은 북극곰〉(Knut, der kleine Eisbär)이었다. 영국에서는 뮤지컬 희극인 미치 벤(Mitch Benn)이 BBC 라디오 4 방송에서 풍자적으로 다루는 The Now Show이란 프로그램에서 크누트를 위한 노래 4곡을 불렀는데, 〈아기곰은 죽어야해〉(The Baby Bear Must DIE!), 〈크누트는 더 이상 귀엽지 않아〉(Knut Isn't Cute Anymore), 〈잘가 크누트〉(Goodbye Knut) 그리고 〈베를린의 팬더〉(Panda in Berlin)였다. 이외에도 독일의 RBB(Rundfunk Berlin-Brandenburg) 방송국에서 제공하는 크누트의 근황을 알리는 블로그가 독일어, 영어, 스페인어로 제공되었으며, 독일 내에서 매주 방송되는 크누트 관련 텔레비전 프로그램도 있었다. 크누트는 《크누트-북극곰 유아실 이야기》 등의 여러 DVD에 등장하였고, 2007년 3월 29일 독일판 《배니티 페어》 잡지의 표지에 나왔다.
2007년 5월 1일, 미국 뉴욕에 본사를 둔 터틀 폰드 출판사(Turtle Pond Publications)는 베를린 동물원과 계약을 맺고 전 세계에 지구 온난화에 대한 경각심을 촉구하는 출판물에 크누트를 사용하는 권리를 얻었다. 크레이히 하트코프(Craig Hatkoff)는 두 딸 율리아나 및 이사벨라와 함께 《작은 북극곰 크누트》(Knut, der kleine Eisbärenjunge)라는 44페이지 분량의 책을 냈으며 크누트의 생애 및 미공개 화보를 수록하고 있다. 크누트에 대한 책은 이미 독일 내에서 많이 출판되었지만, 베를린 동물원의 허가를 받은 실례는 이 책이 처음이었다. 독일 라벤스부르거에서 2007년 7월 출판된 후 미국 출판사 스콜라스틱에서 영어판을 11월에 출판하였다. 저작권은 이후 일본, 영국, 멕시코, 중화인민공화국 그리고 이탈리아에도 팔렸으며, 대한민국에서는 2009년 4월에 출판되었다.
2007년 12월 31일 베를린 동물원은 곰의 일생에 대한 애니메이션 영화를 제작하자는 헐리우드 영화제작자 애시 샤(Ash R. Shah)의 제안을 받아들였다. 샤는 350만 유로를 제안하였다. 독일에서는 크누트가 출연한 〈크누트와 친구들〉(Knut und seine Freunde)이 제작되어 2008년 3월 2일 시사회를 열었다. 마이클 존슨이 감독한 이 영화는 크누트가 구출되는 이야기와 북극의 곰 가족 이야기를 비롯해 벨라루스의 두 갈색곰 이야기를 다루고 있다.

### 환경 운동
베를린 동물원의 임원인 게랄트 우리흐(Gerald Uhlich) 박사는 크누트가 소통의 의미가 되었으며 "올바른 환경에 대한 주의를 촉구"할 수 있는 가능성을 갖고 있었지, 위협적인 힐난의 대상은 아니라고 표명하였다. 그 결과, 독일 환경부 장관 지그마르 가브리엘(Sigmar Gabriel)은 크누트를 2008년 본에서 열린 위험에 처한 생물종에 대한 컨퍼런스의 공식 마스코트로 선정하였다. 장관은 크누트를 마스코트로 선정한 직후 동물원을 방문하여, 크누트는 안전할 지라도 "야생 북극곰은 위험에 처해있으며, 크누트가 도움의 시작점이 될 수 있다면 좋은 일"이라고 언급하였다.
사진 작가 안나 리버비츠(Annie Leibovitz)는 환경 켐페인을 위해 크누트의 사진을 자주 찍었다. 이 중에는 미국 영화 배우 리어나도 디캐프리오와 함께 환경 문제를 다룬 내용으로 잡지 《베니티페어》의 2007년 5월호에 실린 사진도 있다. 크누트는 독일 환경부 장관이 펼친 지구 온난화 방지를 위한 캠페인의 로고와 2008년 특별 우표에 등장했다. 2008년 4월 9일 공식적으로 판매가 시작된 우표에는 한 살이 된 크누트의 사진에 “세계 자연을 보존하자”(Natur weltweit bewahren)라는 표어가 새겨져 있다.

## 같이 보기
- 북극곰
- 무뎅
- 동물원#문제점

## 참고 자료
- 《세계를 사로잡은 아기 북극곰 크누트》: 줄리아나 핫코프, 이사벨라 핫코프, 크레이그 핫코프, 게랄트 울리히 공저. 김동미 역, 리오북스(2009) ISBN 978-89-93578-04-1